# Hassan Mostafa
Hassan Mostafa (in arabo حسن مصطفى‎?; Giza, 20 novembre 1979) è un ex calciatore egiziano, di ruolo centrocampista.

## Carriera

### Club
Ha giocato nel campionato egiziano e saudita.

### Nazionale
Con la maglia della Nazionale egiziana ha collezionato 28 presenze e ha conquistato per due volte la Coppa d'Africa.

## Palmarès

### Club

#### Competizioni nazionali
- Campionato egiziano: 6

Al Ahly: 1999-00, 2004-05, 2005-06, 2006-07, 2007-08, 2008-09
- Coppa d'Egitto: 2

Al Ahly: 2005-06, 2006-07

### Nazionale
- Coppa d'Africa: 2

2006, 2008